# Jože Trček
Jože Trček, slovenski psiholog, * 3. oktober 1930, Zaplana, † 2015

## Življenje in delo
Trček je leta 1957 diplomiral na ljubljanski Filozofski fakulteti in prav tam 1991 tudi doktoriral. Študijsko se je izpopolnjeval na več tujih univerzah in bil zaposlen v raznih inštitucijah v Sloveniji. V letih 1982−1994 je bil predvatelj na Visoki šoli za zdravstvo v Ljubljani. Objavil je več knjig ter številne članke in razprave.